# 셰리든 스미스
셰리든 스미스(영어: Sheridan Smith, OBE, 1981년 6월 25일 ~ )는 잉글랜드의 배우, 가수, 댄서이다.

## 음반 목록
- Sheridan (2017)
- A Northern Soul (2018)

## 서훈
- 2015년 대영 제국 훈장 4등급(OBE) 수훈[1]